# Свети Георги (Пашино Рувци)
Вижте пояснителната страница за други значения на Свети Георги.
„Свети Георги“ (на македонска литературна норма: „Свети Ѓорѓи“, „Свети Георгиј“) е православна манастирска църква в прилепското село Пашино Рувци, Република Македония, част от Преспанско-Пелагонийската епархия на Македонската православна църква – Охридска архиепископия.
Манастирът е изграден на два километра източно от селото. Основите на манастира са осветени на 12 февруари 1991 година. Готовата църква е осветена на 8 май 1993 година. Представлява кръстовидна сграда, с централен купол и два по-малки на южния и северния дял. В двора има импозантен конак. Ктитор на църквата е Живко Кочоски.